# Поліція безпеки та СД Естонії
Поліція безпеки та СД Естонії (нім. Sicherheitspolizei und SD Estland, ест. Eesti Julgeolekupolitsei ja SD), скорочено Зіпо (нім. Sipo) — сили поліції безпеки, створені німцями в 1942 році, які об'єднали як німців, так і естонців в єдину структуру на зразок німецької поліції безпеки.
Після німецької окупації в 1941 році німецька армія створила поліцейські префекти на основі старої естонської моделі поліції. 1942 року було встановлено нову структуру поліції безпеки. Нову силу Зіпо розробив керівник Einsatzkommando 1a Мартін Зандбергер. Це була єдина спільна структура, яка складалася з німецького компонента під назвою «Група A» з відділами від AI до AV та естонського компонента під назвою «Група B» із відповідними відділами. Естонські співробітники Зіпо носили ту саму форму, що і їхні німецькі колеги, та відвідували школи Зіпо в Рейху.